# مارسيلو فيريرا (ربان)
مارسيلو فيريرا (بالبرتغالية: Marcelo Ferreira‏) هو ربان ‏ برازيلي، ولد في 26 سبتمبر 1965 في نيتيروي في البرازيل.

## وصلات خارجية
- مارسيلو فيريرا على موقع الاتحاد الدولي للملاحة الشراعية (موقع جديد) (الإنجليزية)
- مارسيلو فيريرا على موقع الاتحاد الدولي للملاحة الشراعية (موقع قديم) (الإنجليزية)
- مارسيلو فيريرا على موقع اللجنة الأولمبية الدولية (الإنجليزية)
- مارسيلو فيريرا على موقع أوليمبيديا (الإنجليزية)
- مارسيلو فيريرا على موقع اللجنة الأولمبية البرازيلية (البرتغالية)